# Claire Marchand
 (mai 2020).
Si vous disposez d'ouvrages ou d'articles de référence ou si vous connaissez des sites web de qualité traitant du thème abordé ici, merci de compléter l'article en donnant les références utiles à sa vérifiabilité et en les liant à la section « Notes et références ».
Claire Marchand est un chef de chœur français.

## Biographie
Chef de chœur et professeur titulaire de chant choral au Conservatoire de Vincennes depuis septembre 2008, Claire Marchand y crée un cursus de chant choral pour les enfants, les jeunes et les adultes : la « filière Voix ».
Très impliquée dans la formation de jeunes chefs de chœur, elle a formé depuis 25 ans de nombreux professionnels dans ses classes de Lille, de Paris ou de Cergy-Pontoise. Chargée de nombreux stages de formation dans plusieurs Missions-voix et dans diverses associations, elle anime depuis plusieurs années des cours réguliers ou stages spécialisés dans la pédagogie et la direction de chœurs d'enfants. Elle est fréquemment sollicitée pour participer à des jurys de concours nationaux et internationaux.
Elle dirige plusieurs chœurs (maîtrise d'enfants, ensembles vocaux), notamment l'Ensemble vocal Intermezzo qu'elle a créé, avec lesquels elle a effectué de nombreuses réalisations. Un film, Les Métamorphoses du chœur, réalisé par Marie-Claude Treilhou a été consacré à son travail avec les chœurs d'enfants, de jeunes et d'adultes du Conservatoire du 13e arrondissement de Paris.
Elle assure la conduite pédagogique du stage international de direction de chœur des Rencontres musicales de Vézelay pendant cinq ans, de 2007 à 2012. De 2002 à 2008, elle est professeur titulaire responsable de la filière voix au conservatoire du XIIIe arrondissement de Paris et au CRR de Cergy-Pontoise. Elle enseigne le chant choral et la direction au conservatoire de Lille de 1998 à 2001.
Après des études de direction chorale avec Pierre Cao, couronnées par un premier prix du Conservatoire de Luxembourg et de l'école internationale de direction de chœur de Namur (Belgique), Claire Marchand assure la direction artistique du centre d'études polyphoniques de Picardie de 1988 à 1998.

## Réalisations

### Répertoire enfants
- 2015
  - Orphée et Eurydice mis en scène par Léna Rondé
  - Zéro de conduite Mr Prévert spectacle autour de Prévert mis en scène par Corinne Paccioni
- 2014
  - Novembre 2014 : Lauréate avec Coralie Fayolle et Léna Rondé du prix de l’enseignement musical dans la catégorie spectacle jeunes élèves remis à la cité de la musique le 17 novembre 2014
  - Décembre 2014 : Les enfants à Bethleem de Gabriel Pierné pour orchestre, solistes, récitant et chœurs d’enfants
  - Les p'tits Loups du Jazz d'Olivier Caillard, avec l'Orchestre d'harmonie des gardiens de la paix, dirigé par Laurent Gossaert au Théâtre de Rungis dans le cadre de la saison musicale de la ville de Rungis
  - Bernstein West side story, adaptation de Coralie Fayolle mis en scène par Léna Rondé
  - Concert de musique médiévale à la Sainte-Chapelle du château de Vincennes proposé et dirigé par Brigitte Lesne : Autour de "Libre Vermell" de Monserrat
- 2013
  - La Flûte chantée, adaptation par Coralie Fayolle de La Flûte enchantée de Mozart, pour chœurs d'enfants et de jeunes, quatuor à cordes et piano, mis en scène par Léna Rondé
  - Concert de musique médiévale à la Sainte-Chapelle du château de Vincennes proposé et dirigé par Brigitte Lesne : Jubilo cum carmine, chants liturgiques et canciones sacrae
- 2012
  - Roger Calmel : le sous-préfet aux champs et les trois messes basses, mis en scène par Léna Rondé
  - Concert de musique contemporaine, conçu en collaboration avec le conservatoire de Noisiel-Marne la Vallée : 
    - Sophie Lacaze, Les quatre éléments, pour flûte solo, percussions et chœurs d'enfants
    - Cristobal Halfter : Oracion a Platerao pour ensemble de flûtes, 5 percussions, bande son, récitant enfant, chœurs d'enfants et d'adultes.

  - Coralie Fayolle : Le Roman de Renart, mis en scène par Vincent Tavernier
  - Concert de musique médiévale à la Sainte-Chapelle du château de Vincennes proposé et dirigé par Brigitte Lesne sur le thème du bestiaire.
- 2011
  - Une hirondelle à Paris : spectacle de chansons sur Paris de et avec Béatrice Fontaine
  - Chansons du monde : concert proposé et dirigé par Pierre Bluteau
  - Vincennes vocal jazz : spectacle proposé et dirigé par Laurence Saltiel et son trio de musiciennes et mis en espace par Cécile Bon. Ce spectacle a été donné également dans le cadre du festival "Pestacles" au parc floral.
- 2010
  - Richard Long : M. ré# et Melle mi b
  - Michael Haydn : Laudate Pueri Dominum avec l'ensemble instrumental Naïri
  - Isabelle Aboulker : Douce et Barbe-Bleue mis en scène par Matthieu Fayette
- Avec l'ensemble vocal Intermezzo, elle dirige également, en mars 2009, une création de Pierre Charvet, Stella Maris.
- En mars 2009, elle dirige à nouveau The Golden Vanity, opéra de Benjamin Britten, avec le chœur des enfants du Conservatoire de Vincennes.
- En 2008, elle dirige une création de Pierre Chépélov, Etoiles, œuvre polychorale pour cinq chœurs.
- Elle conçoit et dirige en 2007 un spectacle autour de musiques de cabaret revisitées par huit compositeurs contemporains, mis en scène pour un chœur d'enfants et de jeunes, avec piano, accordéon et contrebasse.
- En octobre 2006, elle est invitée à Tokyo pour y donner des classes de maître de chant choral.
- Elle enseigne à deux reprises au Cameroun ainsi qu'au Bénin.